# Teodoro Fernández Meyzán
Teodoro Fernández Meyzán, anomenat Lolo, (Cañete, 20 de maig, 1913 - Lima, 17 de setembre, 1996) va ser un futbolista peruà que jugava a la posició de davanter.
Va jugar tota la seva vida al mateix club, l'Universitario de Deportes, on romangué durant 22 anys com a futbolista professional refusant algunes ofertes de Xile, Equador, i l'Argentina.
Amb la selecció peruana disputà els Jocs Olímpics de Berlín i el Campionat Sud-americà de 1939, on fou campió.
És germà del futbolista Arturo Fernández Meyzán.

## Palmarès
- Lliga peruana de futbol: 1934, 1939, 1941, 1945, 1946, 1949

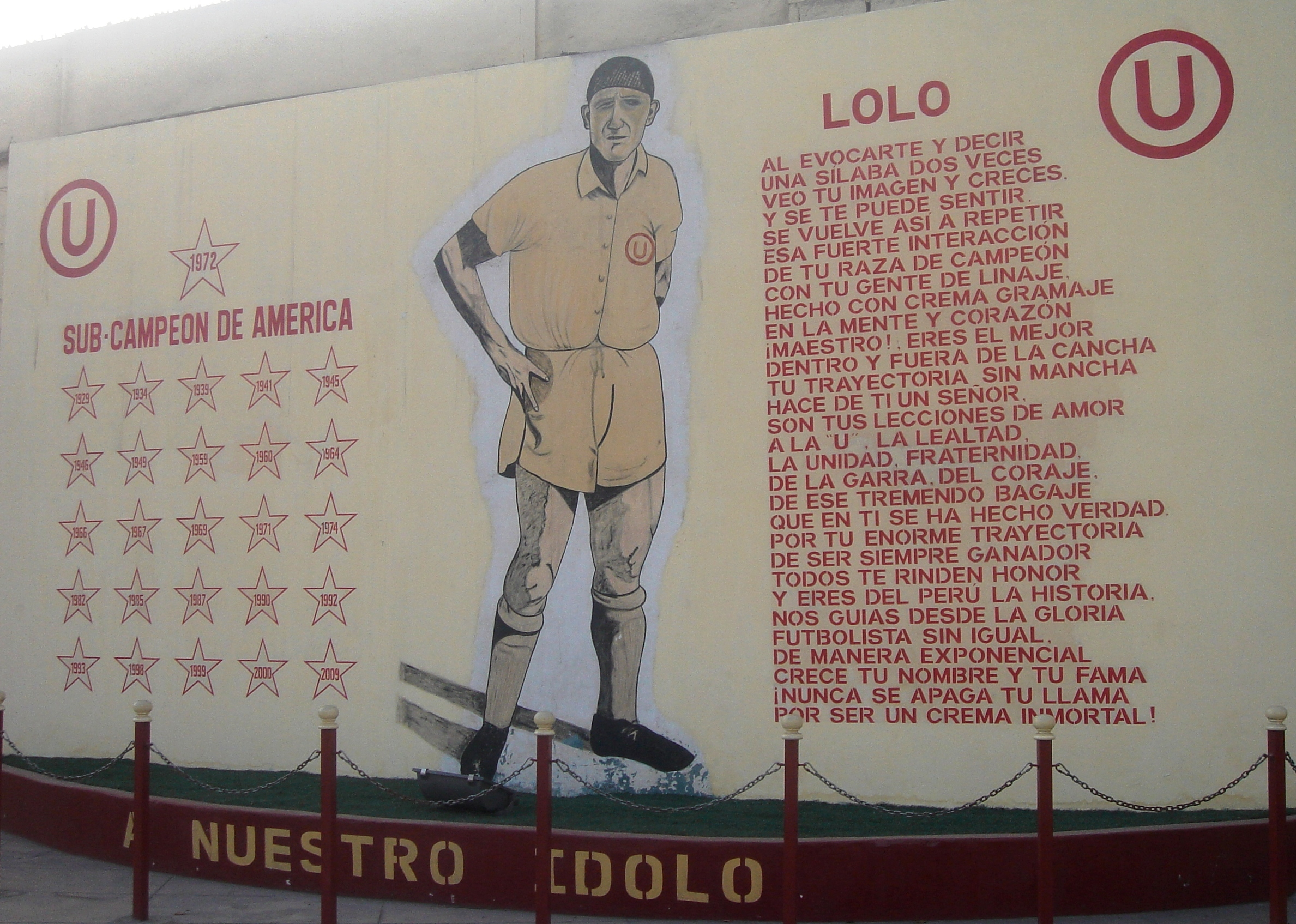
Mural sobre el jugador.

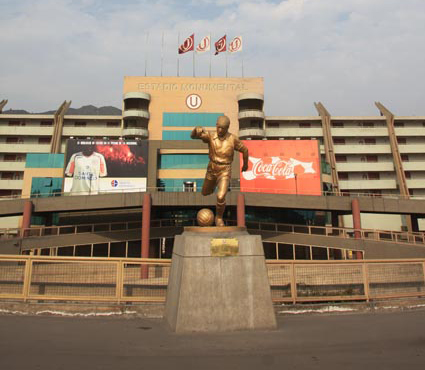
Estàua de Lolo Fernández al Estadio Monumental.

- Copa Amèrica de futbol: 1939
- Jocs Bolivarians: 1938